# IX форт (Каунас)

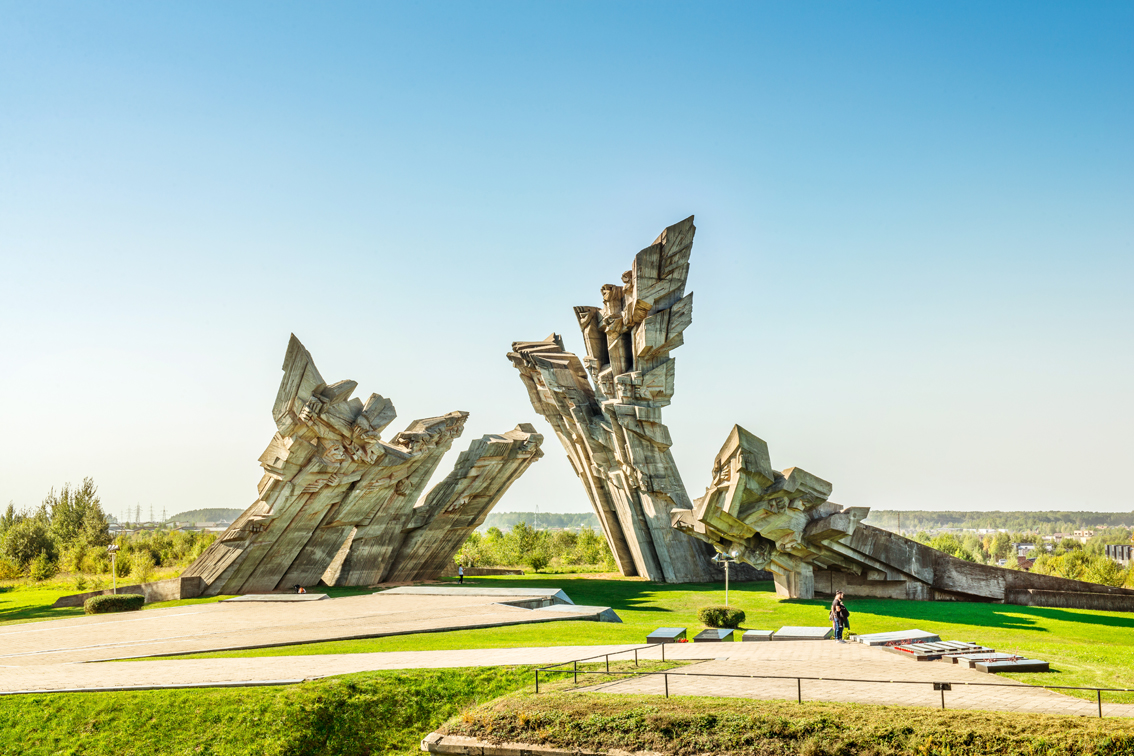
Памятник жертвам IX Форта.

IX форт — один из фортов Ковенской крепости. После Первой мировой войны служил тюрьмой МВД Литвы, а потом НКВД СССР. Во времена нацистской Германии служил местом массовых убийств, в большинстве своём евреев. Сейчас в этом месте основан музей в память о жертвах.

## История
В конце XIX века оборона Каунаса была усилена и в 1890 году он был окружён восемью фортами и девятью артиллерийскими батареями. Начало строительства девятого форта, также называемого «Большой форт у фольварка Кумпе» было начато в 1902 году и окончилось с началом Первой мировой войны.
С 1924 года IX форт был передан Министерству внутренних дел Литовской республики и использовался как филиал Каунасской тюрьмы, однако его оборонительное значение на случай войны сохранялось.
В 1940—1941 гг. девятый форт использовал НКВД для временного размещения политзаключённых по пути в лагеря ГУЛАГа.

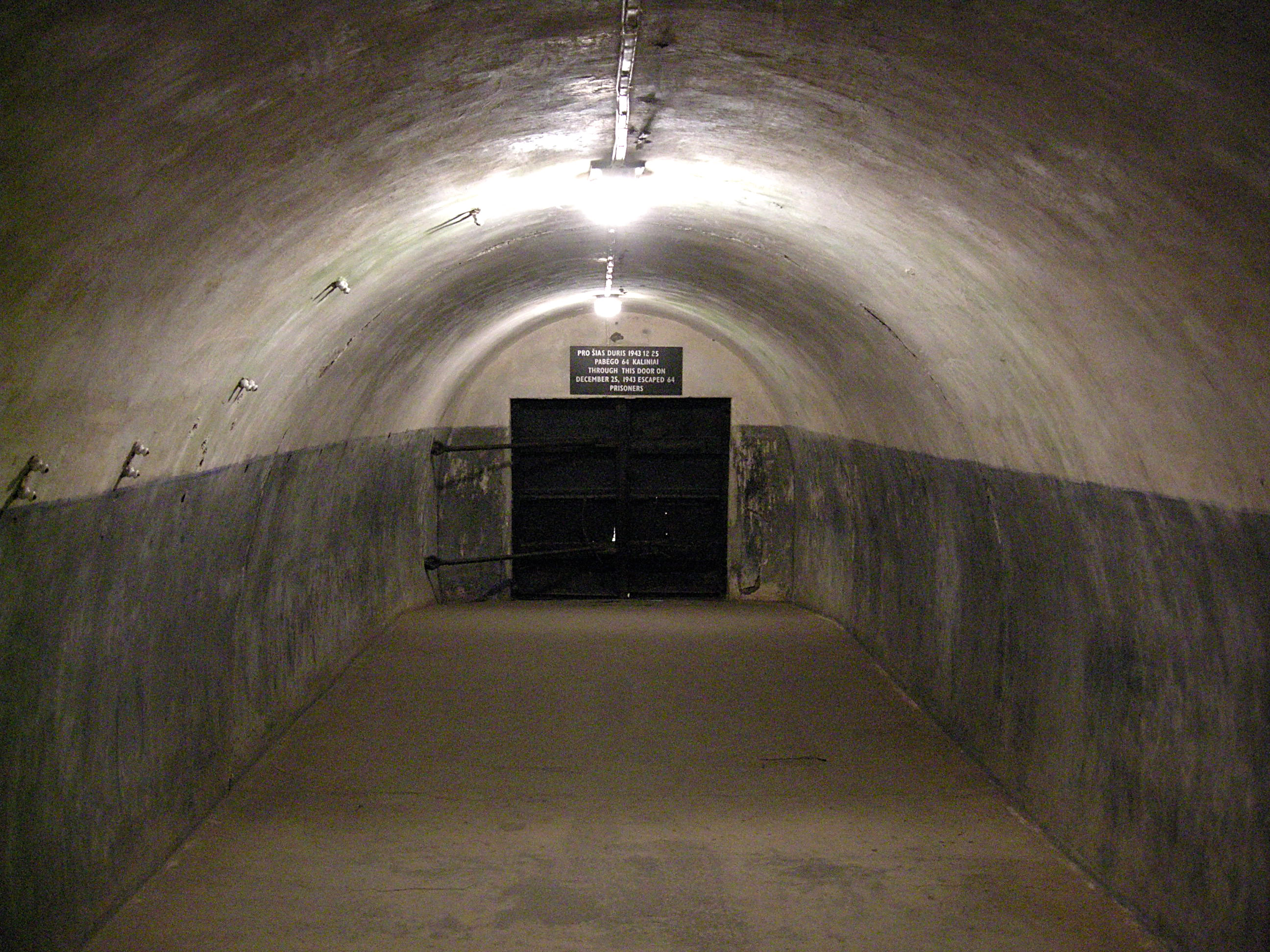
Дверь, через которую бежали заключённые в 1943 году

Во времена нацистской оккупации Девятый форт использовался как тюрьма и место массовых расстрелов людей. Заключенные Девятого форта после работы содержались в цепях. Тем не менее, известен случай побега узников. В ночь с 25 на 26 декабря 1943 года группа из 64 заключённых вырвалась из этой тюрьмы. Часть беглецов проникла в Каунасское гетто, где были скрыты членами «АКО», а затем, 6 января 1944 года, переправлены к партизанам в Рудницкие леса. Большинство других беглецов, в основном военнопленных, которые не хотели идти в гетто, и предпочли самостоятельно искать дорогу к партизанам, были схвачены немцами и расстреляны. На следующий день после побега бывшие заключённые, проникшие в Каунасское гетто, составили акт о своём пребывании в форте, раскрывая тем самым злодеяния нацистов. Документ был написан на русском языке — подпольщики Каунасского гетто предполагали передать его руководству Красной армии.

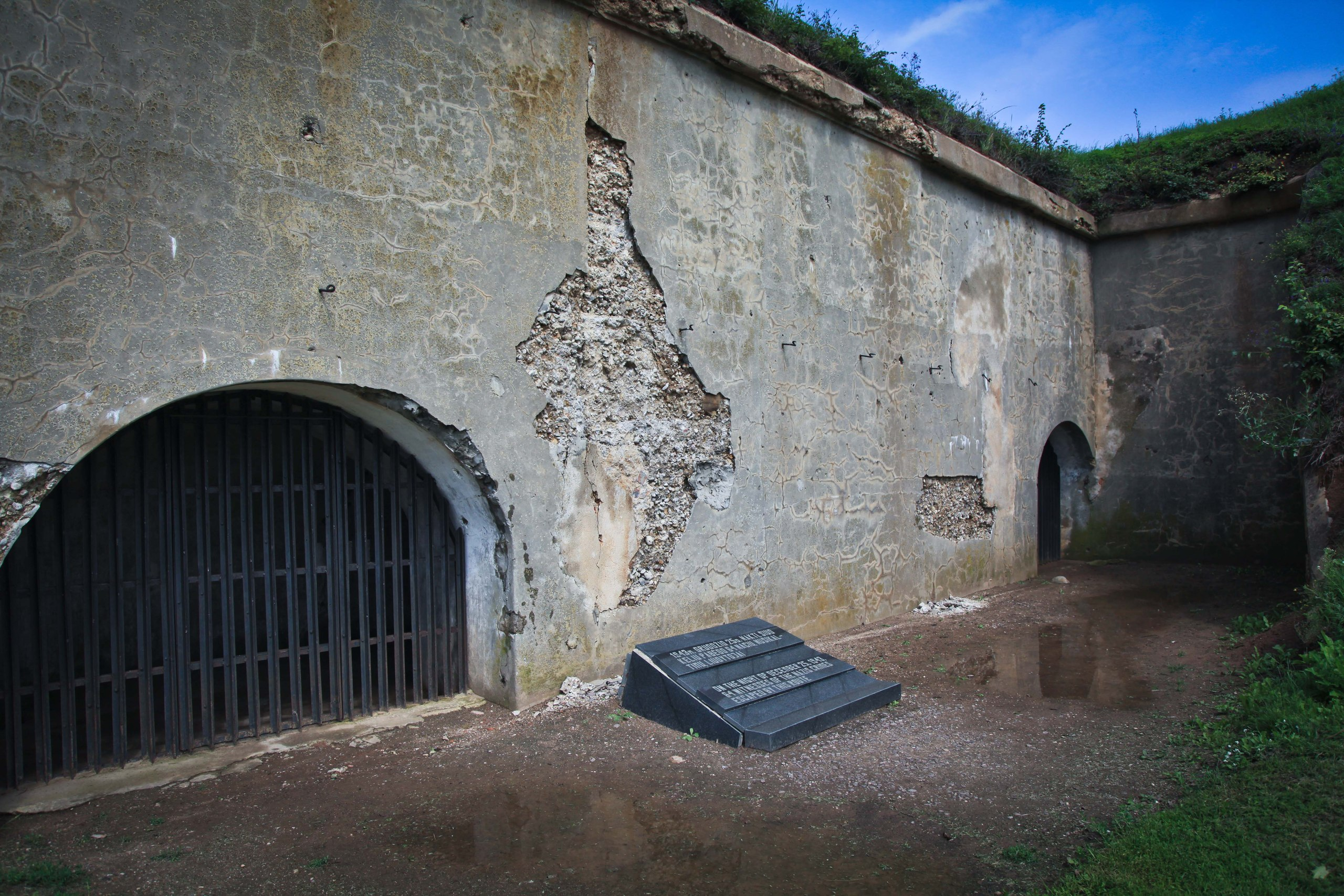
Мемориальная табличка возле выхода из тоннеля, через который бежали узники

С июня 1941 по лето 1944 года в Девятом форте нацистами было убито более 50 000 человек, в основном советских военнопленных, евреев и подпольщиков из Каунаса и евреев, депортированных из Германии и Франции.
В 1944 году при отступлении из города оставшихся заключённых немцы перевезли в другие лагеря, была предпринята попытка уничтожить останки расстрелянных людей сжиганием трупов. С тех пор девятый форт известен как «форт Смерти».
После Второй мировой войны форт ещё несколько лет использовался как место заключения.
С 1948 по 1958 год им пользовались сельскохозяйственные организации. В 1958 году в IX форте основали музей. В 1959 г. в четырёх камерах была подготовлена первая экспозиция о гитлеровских преступлениях на территории Литвы. В 1960 году начаты исследования мест массовых убийств, были собраны экспонаты, которые пополнили музей. При этом слово «еврей» в экспозиции не упоминалось.
В 1962 году на экраны вышел литовский фильм «Шаги в ночи», посвящённый реальному событию — побегу узников из Девятого форта. Из 64 участников побега 60 были евреи. Но поскольку в СССР нельзя было упоминать о героизме евреев и вообще о еврейском характере Катастрофы, в фильме героями стали коммунисты.
11 апреля 2011 музей был осквернён антисемитами. Мемориальные надгробия были разбиты, свастика и слова «Juden raus» были нарисованы в музее.

## Процессы над военными преступниками
Один из главных виновников Гельмут Раука после войны сбежал в Канаду. Однако он был найден и 16 июля 1982 лишён канадского гражданства, а в 1983 депортирован в ФРГ. Он скончался от рака в предварительном заключении.